# Pentathlon moderno ai Giochi della XXIX Olimpiade
Il pentathlon moderno alle Olimpiadi di Pechino 2008 si è tenuto i giorni 21 e 22 agosto all'Olympic Sports Centre (corsa ed equitazione), allo Ying Tung Natatorium (nuoto) e all'Olympic Green Convention Centre (scherma e tiro a segno).

## Qualificazioni
Ogni Comitato Olimpico Nazionale può iscrivere un massimo di 2 atleti per ciascun evento (maschile e femminile).
| Evento                    | Data                 | Sede           | Posti vacanti |
| ------------------------- | -------------------- | -------------- | ------------- |
| Campionati del Mondo 2007 | 16-21 agosto 2007    | Berlino, GER   | 3             |
| World Cup                 | 15-16 settembre 2007 | Pechino        | 1             |
| Campionati Africani       | 22-25 febbraio 2007  | Il Cairo       | 1             |
| Campionati Asiatici       | 8-14 maggio 2007     | Tokyo          | 5             |
| Campionati d'Oceania      | 8-14 maggio 2007     | Tokyo          | 1             |
| Giochi Panamericani       | 21-22 luglio 2007    | Rio de Janeiro | 4             |
| Campionati Europei        | 6-13 giugno 2007     | Riga           | 8             |
| Campionati del Mondo 2008 | 27 maggio 2008       | Budapest       | 3             |
| Ranking Mondiale          | 1º giugno 2008       | -              | 8             |
| Nazione ospitante (CHN)   | -                    | -              | 1             |
| Inviti                    | -                    | -              | 2             |
| TOTALE                    |                      |                | 36            |

### Qualificazioni maschili
| Evento                         | Atleta                          | Nazione       |
| ------------------------------ | ------------------------------- | ------------- |
| Campionati Africani 2007       | Amro el-Geziry                  | Egitto        |
| Campionati Asiatici 2007       | Nam Dong Hun                    | Corea del Sud |
| Campionati Asiatici 2007       | Lee Chun-Heon                   | Corea del Sud |
| Campionati Asiatici 2007       | Cao Zhongrong                   | Cina          |
| Campionati Asiatici 2007       | Qian Zhenhua                    | Cina          |
| Campionati Asiatici 2007       | Yoshihiro Murakami              | Giappone      |
| Campionati d'Asia/Oceania 2007 | Aleksandr Parygin               | Australia     |
| Campionati Europei 2007        | Viktor Horváth                  | Ungheria      |
| Campionati Europei 2007        | Rustem Sabirchuzin              | Russia        |
| Campionati Europei 2007        | Marcin Horbacz                  | Polonia       |
| Campionati Europei 2007        | Andrej Moiseev (o Il'ja Frolov) | Russia        |
| Campionati Europei 2007        | Tadas Žemaitis                  | Lituania      |
| Campionati Europei 2007        | Péter Tibolya (o Gábor Balogh)  | Ungheria      |
| Campionati Europei 2007        | Dmytro Kyrpuljans'kyj           | Ucraina       |
| Campionati Europei 2007        | David Svoboda                   | Rep. Ceca     |
| Giochi Panamericani 2007       | Eli Bremer                      | Stati Uniti   |
| Giochi Panamericani 2007       | Yaniel Velázquez                | Cuba          |
| Giochi Panamericani 2007       | Joshua Riker-Fox                | Canada        |
| Giochi Panamericani 2007       | Cristian Bustos                 | Cile          |
| Campionati del Mondo 2007      | Viktor Horváth                  | Ungheria      |
| Campionati del Mondo 2007      | Il'ja Frolov                    | Russia        |
| Campionati del Mondo 2007      | Róbert Németh                   | Ungheria      |
| World Cup 2007                 | Edvinas Krungolcas              | Lituania      |
| Invito                         |                                 |               |
| Invito                         |                                 |               |
| Invito                         |                                 |               |
| Campionati del Mondo 2008      | Il'ja Frolov                    | Russia        |
| Campionati del Mondo 2008      | David Svoboda                   | Rep. Ceca     |
| Campionati del Mondo 2008      | Yegor Lappo                     | Bielorussia   |
| Ranking mondiale               | Jean Maxence Berrou             | Francia       |
| Ranking mondiale               | Andrejus Zadneprovskis          | Lituania      |
| Ranking mondiale               | Steffen Gebhardt                | Germania      |
| Ranking mondiale               | Eric Walther                    | Germania      |
| Ranking mondiale               | Nicola Benedetti                | Italia        |
| Ranking mondiale               | Libor Capalini                  | Rep. Ceca     |
| Ranking mondiale               | Michail Prakapenka              | Bielorussia   |
| Ranking mondiale               |                                 |               |
| Ranking mondiale               |                                 |               |
| Ranking mondiale               |                                 |               |
| Ranking mondiale               |                                 |               |
| Nazione ospitante              |                                 | Cina          |

### Qualificazioni femminili
| Evento                         | Atleta                                                  | Nazione       |
| ------------------------------ | ------------------------------------------------------- | ------------- |
| Campionati Africani 2007       | Aya Medany                                              | Egitto        |
| Campionati Asiatici 2007       | Lean Dong                                               | Cina          |
| Campionati Asiatici 2007       | Lada Jienbalanova                                       | Kazakistan    |
| Campionati Asiatici 2007       | Galina Dolgushina (o Yulia Kryssina o Alena Abrosimova) | Kazakistan    |
| Campionati Asiatici 2007       | Xiu Xiu (o Liu Zhou o Chen Qian)                        | Cina          |
| Campionati Asiatici 2007       | Yun Cho Rong                                            | Corea del Sud |
| Campionati d'Asia/Oceania 2007 | Angie Darby                                             | Australia     |
| Campionati Europei 2007        | Evdokija Grečišnikova                                   | Russia        |
| Campionati Europei 2007        | Heather Fell                                            | Regno Unito   |
| Campionati Europei 2007        | Sara Bertoli                                            | Italia        |
| Campionati Europei 2007        | Lena Schöneborn                                         | Germania      |
| Campionati Europei 2007        | Zsuzsanna Vörös                                         | Ungheria      |
| Campionati Europei 2007        | Katherine Livingston                                    | Regno Unito   |
| Campionati Europei 2007        | Claudia Corsini                                         | Italia        |
| Campionati Europei 2007        | Sylwia Czwojdzińska                                     | Polonia       |
| Giochi Panamericani 2007       | Yane Marques                                            | Brasile       |
| Giochi Panamericani 2007       | Monica Pinette (or Kara Grant)                          | Canada        |
| Giochi Panamericani 2007       | Michelle Kelly                                          | Stati Uniti   |
| Giochi Panamericani 2007       | Rita Sanz Agero                                         | Guatemala     |
| Campionati del Mondo 2007      | Amélie Caze                                             | Francia       |
| Campionati del Mondo 2007      | Lena Schöneborn                                         | Germania      |
| Campionati del Mondo 2007      | Laura Asadauskaitė                                      | Lituania      |
| World Cup 2007                 | Aya Medany                                              | Egitto        |
| Invito                         |                                                         |               |
| Invito                         |                                                         |               |
| Invito                         |                                                         |               |
| Campionati del Mondo 2008      | Amélie Caze                                             | Francia       |
| Campionati del Mondo 2008      | Aya Medany                                              | Egitto        |
| Campionati del Mondo 2008      | Katherine Livingston                                    | Regno Unito   |
| Ranking mondiale               | Anastasija Samusevič                                    | Bielorussia   |
| Ranking mondiale               | Hanna Archipenka                                        | Bielorussia   |
| Ranking mondiale               | Paulina Boenisz                                         | Polonia       |
| Ranking mondiale               | Jeļena Rubļevska                                        | Lettonia      |
| Ranking mondiale               | Lucie Grolichová                                        | Rep. Ceca     |
| Ranking mondiale               | Kara Grant                                              | Canada        |
| Ranking mondiale               | Sheila Taormina                                         | Stati Uniti   |
| Ranking mondiale               |                                                         |               |
| Ranking mondiale               |                                                         |               |
| Ranking mondiale               |                                                         |               |

## Calendario
| Uomini | Finale |        | 1 |
| Donne  |        | Finale | 1 |
| Totale | 1      | 1      | 2 |

|  | Qualificazioni |  | FINALI |

## Podi

### Uomini
| Evento                                 | Oro            | Perform. | Argento            | Perform. | Bronzo                 | Perform. |
| Pentathlon moderno maschile (dettagli) | Andrej Moiseev | 5632     | Edvinas Krungolcas | 5548     | Andrejus Zadneprovskis | 5524     |

### Donne
| Evento                                  | Oro             | Perform. | Argento      | Perform. | Bronzo               | Perform. |
| Pentathlon moderno femminile (dettagli) | Lena Schöneborn | 5792     | Heather Fell | 5752     | Anastasija Samusevič | 5640     |

## Medagliere
| Posizione | Paese         |   |   |   | Totale |
| --------- | ------------- | - | - | - | ------ |
| 1         | Germania      | 1 | 0 | 0 | 1      |
| 1         | Russia        | 1 | 0 | 0 | 1      |
| 3         | Lituania      | 0 | 1 | 1 | 2      |
| 4         | Gran Bretagna | 0 | 1 | 0 | 1      |
| 5         | Bielorussia   | 0 | 0 | 1 | 1      |
| Totale    | Totale        | 2 | 2 | 2 | 6      |